# Lampracanthia crassicornis
Lampracanthia crassicornis är en insektsart som först beskrevs av Philip Reese Uhler 1877.  Lampracanthia crassicornis ingår i släktet Lampracanthia och familjen strandskinnbaggar. Inga underarter finns listade i Catalogue of Life.